# دبوسیه، حمص
دبوسیه (به عربی: الدبوسیة) یک روستا در سوریه است که در استان حمص واقع شده‌است. دبوسیه ۱٬۵۳۲ نفر جمعیت دارد.